# Cassida margaritacea
Cassida margaritacea — жук підродини щитоносок з родини листоїдів.

## Поширення
Зустрічається в Європі і на Кавказі.

## Екологія та місцеперебування
Кормові рослини — гвоздичні (Caryophyllaceae): мильнянка лікарська (Saponaria officinalis), Silene inflata, смілка широколиста (Silene latifolia), смілка звичайна (Silene vulgaris) і ториця польова (Spergula arvensis); кормові рослини тільки для імегональной стадії — айстрові (Asteraceae): Antennaria margaritacea, вариетет волошки чорного (Centaurea nigra var. nemoralis), волошка шорсткий (Centaurea scabiosa), волошка синя (Centaurea cyanus), Centaurea stenolepis і цмин пісковий (Helichrysum arenarium).